# Pinocchio (Natalia Valli)
Pinocchio è un'opera lirica in due atti della compositrice italo-russa Natalia Valli, autrice anche del libretto.

## Genesi
L’opera è stata composta nel 2006 su commissione del Teatro Umberto Giordano di Foggia, con il patrocinio della Fondazione Nazionale Carlo Collodi.
La prima rappresentazione è avvenuta nello stesso anno al Teatro Civico di La Spezia. L'opera ha avuto in seguito numerose repliche, tra cui al Teatro Victor Villegas a Murcia in Spagna (nella versione in lingua spagnola), al Festival Puccini di Torre del Lago, al Teatro Verdi di Pisa e al Teatro Goldoni di Livorno.
La durata dell’opera è di un'ora e dieci minuti.

## Trama
Il soggetto è ambientato in Toscana e segue la celebre storia narrata da Carlo Collodi.
Nella storia il coro formato da bambini interagisce con i personaggi principali.